# I. János lengyel király
I. János Albert (lengyelül: Jan I Olbracht [Albrecht]), (Krakkó, 1459. december 27. – Toruń, 1501. június 17.) Lengyelország királya 1492 és 1501 között, głogówi herceg 1491 és 1498 között, a Jagelló-ház tagja. Uralkodása alatt megerősödött a lengyel nemesi országgyűlés (szejm).

## Élete
IV. Kázmér és Habsburg Erzsébet második fiaként, anyai ágon Albert magyar király unokájaként született.
Katonai képességeit azzal bizonyította, hogy 1487-ben Kopystrzynnél legyőzte a tatárokat, és ezt 1491-ben Zasławnál megismételte. Édesapja halála után (1492) az államtanács Lengyelország királyává választotta, mivel II. Ulászló már korábban lemondott javára. Koronázására 1492. szeptember 23-án került sor Krakkóban. Pénzügyi nehézségek szorításában 1493-ban összehívta az államtanácsot, amelyet ettől az időponttól szenátusnak neveztek, valamint az új törvényhozó testületet a képviselőházat, amely az első országos Szejmben (országgyűlés) a szlachtát (nemességet) képviselte. A kapott támogatás ellenében János hozzájárult, hogy a nemesek megőrizzék hagyományos előjogaikat, és kiterjedt törvényhozói hatalommal ruházta fel a Szejmet.
I. Mátyás magyar király halála után Rákos-mezőig hatolva megkísérelte a magyar korona megszerzését bátyja, II. Ulászló ellenében, Kinizsi Pál és Báthory István erdélyi vajda csapatai azonban hamarosan kiverték az országból, és kénytelen volt Ulászlóval kiegyezni, amelyben kárpótlás fejében lemondott trónigényéről.
Eredménytelenül harcolt Moldva és a törökök ellen. Uralkodása alatt foglalták el a törökök Kilia és Belgorod (Akkerman) városokat a Fekete-tenger partján.
1497-ben hadjáratot vezetett Moldvába. Seregeit III. István moldvai fejedelem kérésére indította el a tatárok ellen, de közben azt remélte, hogy elfoglalhatja Kilia és Belgorod  városát a Duna, ill. a Dnyeszter torkolatánál. István aggódott a király célkitűzései miatt és azt gyanította, János meg akarja fosztani trónjától, hogy helyére saját testvérét, a lengyel Zsigmond herceget ültesse. Amikor Moldva területére léptek a lengyel csapatok, heves ellenállásba ütköztek, és 1497-ben a koźmini csatában súlyos vereséget szenvedtek.
1498-tól 1501-ig a királyt lekötötte a tatár támadások visszaverése Lengyelország keleti határainál. Halála előtt arra kényszerült, hogy megszállja engedetlen hűbéresének, Szász Frigyesnek, a Német Lovagrend nagymesterének poroszországi birtokait.
János 1501. június 17-én halt meg a lengyelországi Toruńban. Felesége nem volt, utódai nem maradtak, ezért halála után a trón öccsére, Sándorra szállt.

## Családfa
| II. Ulászló sz. kb. 1351. † 1434. VI. 1. | II. Ulászló sz. kb. 1351. † 1434. VI. 1. |                                             |                                             | Holszányi Zsófia sz. kb. 1405. † 1461. IX. 21. | Holszányi Zsófia sz. kb. 1405. † 1461. IX. 21. |  |  | Habsburg Albert sz. 1397. VIII 16. † 1439. X. 27. | Habsburg Albert sz. 1397. VIII 16. † 1439. X. 27. |                                               |                                               | Luxemburgi Erzsébet 1) sz. 1409. X. 7. † 1442. XII. 19. | Luxemburgi Erzsébet 1) sz. 1409. X. 7. † 1442. XII. 19. |
|                                          |                                          |                                             |                                             |                                                |                                                |  |  |                                                   |                                                   |                                               |                                               |                                                         |                                                         |
|                                          |                                          |                                             |                                             |                                                |                                                |  |  |                                                   |                                                   |                                               |                                               |                                                         |                                                         |
|                                          |                                          | IV. Kázmér sz. 1427. XI. 30. † 1492. VI. 7. | IV. Kázmér sz. 1427. XI. 30. † 1492. VI. 7. |                                                |                                                |  |  |                                                   |                                                   | Habsburg Erzsébet sz. 1436. † 1505. VIII. 30. | Habsburg Erzsébet sz. 1436. † 1505. VIII. 30. |                                                         |                                                         |
|                                          |                                          |                                             |                                             |                                                |                                                |  |  |                                                   |                                                   |                                               |                                               |                                                         |                                                         |
|                                          |                                          |                                             |                                             |                                                |                                                |  |  |                                                   |                                                   |                                               |                                               |                                                         |                                                         |
|                                          |                                          |                                             |                                             |                                                |                                                |  |  |                                                   |                                                   |                                               |                                               |                                                         |                                                         |

|  |  |  |  | I. János Albert sz. 1459. XII. 27. † 1501. VI. 17. |  |  |  |  |  |
|  |  |  |  |                                                    |  |  |  |  |  |
|  |  |  |  |                                                    |  |  |  |  |  |

| 1. Luxemburgi Zsigmond leánya |